# Gerzat
Gerzat é uma comuna francesa na região administrativa de Auvérnia-Ródano-Alpes, no departamento Puy-de-Dôme. Estende-se por uma área de 16,28 km². Em 2010 a comuna tinha 10 402 habitantes (densidade: 638,9 hab./km²).

## Características
Perto da capital regional Clermont-Ferrand, Gerzat é um sítio privilegiado para viver. Nestes últimos anos, a comuna desenvolveu-se muito ao nível comercial. As empresas deslocam-se para este sítio estratégico, e a comuna vê a sua população aumentar.
A educação é assegurada por três escolas primárias e um colégio, o único de Auvérnia-Ródano-Alpes a oferecer a possibilidade de estudar a língua portuguesa.
Gerzat tem uma grande comunidade portuguesa, e comuna está geminada com Taíde, uma aldeia portuguesa situada no concelho de Póvoa de Lanhoso.